# Cuneo Granda Volley 2024-2025
Questa voce raccoglie le informazioni riguardanti la Cuneo Granda Volley nelle competizioni ufficiali della stagione 2024-2025.

## Stagione
Nella stagione 2024-25 la Cuneo Granda Volley assume la denominazione sponsorizzata di Honda Olivero Cuneo.
Nonostante la retrocessione dell'annata precedente, partecipa per la settima volta alla Serie A1 grazie all'acquisto del titolo sportivo dal Casalmaggiore; chiude la regular season di campionato all'undicesimo posto in classifica, qualificandosi per i play-off Challange Cup, dove esce al primo turno, eliminata dalla Black Angels Perugia.

## Organigramma societario
Area direttiva
- Presidente: Patrizio Bianco
- Vicepresidente: Emilio Manini
- Consiglio d'amministrazione: Enrico Anghilante, Pietro Galeasso
- Direttore sportivo: Gino Primasso
- Team manager: Elisabetta Marchisa

Area tecnica
- Allenatore: Lorenzo Pintus
- Allenatore in seconda: Emanuele Aime
- Assistente allenatore: Massimiliano Bruini, Michael Menardo
- Scout man: Fabio Genre

Area sanitaria
- Coordinatore medico: Corrado Biolè, Lucio Piovani, Rosaria China
- Fisioterapista: Andrea Reynaudo, Francesco Zito
- Preparatore atletico: Ezio Bramard
- Ortopedico: Francesco Marra

## Rosa
| N° | Nome                 | Ruolo | Data di nascita   | Nazionalità sportiva |
| -- | -------------------- | ----- | ----------------- | -------------------- |
| 2  | Alessia Bisegna      | C     | 9 aprile 2003     | Italia               |
| 2  | Alice Turco          | P     | 4 febbraio 2000   | Italia               |
| 3  | Valentina Colombo    | C     | 12 dicembre 2003  | Italia               |
| 4  | Margarita Martínez   | S     | 19 maggio 1995    | Colombia             |
| 5  | Tessa Polder         | C     | 10 ottobre 1997   | Paesi Bassi          |
| 6  | Agnese Cecconello    | C     | 6 novembre 1999   | Italia               |
| 7  | Sara Panetoni        | L     | 6 maggio 2000     | Italia               |
| 8  | Annamarie Dodson     | C     | 7 maggio 2001     | Stati Uniti          |
| 9  | Rebecca Scialanca    | L     | 29 maggio 2005    | Italia               |
| 10 | Ana Bjelica          | O     | 3 aprile 1992     | Serbia               |
| 11 | Alexandra Lazić      | S     | 24 settembre 1994 | Italia               |
| 12 | Eufrosynī Mpakodīmou | S     | 25 gennaio 2000   | Grecia               |
| 13 | Noemi Signorile      | P     | 15 febbraio 1990  | Italia               |
| 14 | Margareta Kozuch     | O     | 30 ottobre 1986   | Germania             |
| 15 | Mariana Brambilla    | S     | 19 marzo 2000     | Brasile              |
| 18 | Letizia Camera       | P     | 1º ottobre 1992   | Italia               |
| 24 | Anastasija Kapralova | S     | 24 aprile 2004    | Russia               |
| 94 | Dayami Sánchez       | O     | 14 marzo 1994     | Cuba                 |

## Mercato
| Acquisti                               | Acquisti             | Acquisti            | Acquisti   |
| R.                                     | Nome                 | da                  | Modalità   |
| -------------------------------------- | -------------------- | ------------------- | ---------- |
| C                                      | Alessia Bisegna      | Beach World Pescara | definitivo |
| O                                      | Ana Bjelica          | Budowlani Łódź      | definitivo |
| C                                      | Valentina Colombo    | Casalmaggiore       | definitivo |
| C                                      | Agnese Cecconello    | Megavolley          | definitivo |
| S                                      | Anastasija Kapralova | AGIL                | definitivo |
| S                                      | Alexandra Lazić      | Firenze             | definitivo |
| S                                      | Margarita Martínez   | Marcq-en-Barœul     | definitivo |
| S                                      | Eufrosynī Mpakodīmou | Īlysiakos           | definitivo |
| L                                      | Sara Panetoni        | Megavolley          | definitivo |
| C                                      | Tessa Polder         | Pinerolo            | definitivo |
| O                                      | Dayami Sánchez       | Târgoviște          | definitivo |
| L                                      | Rebecca Scialanca    | Esperia             | definitivo |
| P                                      | Alice Turco          | Adolfo Consolini    | definitivo |
| Trasferimenti nel corso della stagione |                      |                     |            |
| S                                      | Mariana Brambilla    | Neptunes de Nantes  | definitivo |
| P                                      | Letizia Camera       | -                   | definitivo |
| C                                      | Annamarie Dodson     | UC Los Angeles      | definitivo |
| O                                      | Margareta Kozuch     | -                   | definitivo |

| Cessioni                               | Cessioni              | Cessioni           | Cessioni   |
| R.                                     | Nome                  | a                  | Modalità   |
| -------------------------------------- | --------------------- | ------------------ | ---------- |
| O                                      | Anna Adelusi          | Roma Club          | definitivo |
| O                                      | Terry Enweonwu        | Budowlani Łódź     | definitivo |
| L                                      | Federica Ferrario     | Melendugno         | definitivo |
| S                                      | Anna Haak             | LOVB Austin        | definitivo |
| S                                      | Madison Kubik         | LOVB Omaha         | definitivo |
| C                                      | Beatrice Molinaro     | Trentino           | definitivo |
| L                                      | Serena Scognamillo    | Millenium Brescia  | definitivo |
| P                                      | Francesca Scola       | UYBA               | definitivo |
| S                                      | Lena Stigrot          | Kurobe AquaFairies | definitivo |
| C                                      | Anna Stevenson        | LOVB Madison       | definitivo |
| C                                      | Amandha Sylves        | Pinerolo           | definitivo |
| S                                      | Alice Tanase          | Melendugno         | definitivo |
| O                                      | Anneclaire ter Brugge | Zwolle             | definitivo |
| C                                      | Saly Thior            | Serteco Genova     | definitivo |
| Trasferimenti nel corso della stagione |                       |                    |            |
| C                                      | Alessia Bisegna       | Altino             | definitivo |
| P                                      | Letizia Camera        | -                  | svincolta  |
| S                                      | Alexandra Lazić       | UYBA               | definitivo |

## Risultati

### Serie A1

#### Girone di andata
| 1ª giornata - 5 ottobre 2024 PalaWanny, Firenze                            | Savino Del Bene      | 3 - 0 | Cuneo Granda | 25-18, 25-18, 26-24               |
| 2ª giornata - 13 ottobre 2024 PalaCastagnaretta, Cuneo                     | Cuneo Granda         | 0 - 3 | Chieri '76   | 21-25, 26-28, 18-25               |
| 3ª giornata - 19 ottobre 2024 Palazzetto dello Sport, Villafranca Piemonte | Pinerolo             | 3 - 1 | Cuneo Granda | 25-23, 19-25, 25-18, 25-23        |
| 4ª giornata - 27 ottobre 2024 PalaCastagnaretta, Cuneo                     | Cuneo Granda         | 2 - 3 | Pro Victoria | 25-23, 13-25, 18-25, 25-21, 12-15 |
| 5ª giornata - 30 ottobre 2024 PalaTerdoppio, Novara                        | AGIL                 | 3 - 1 | Cuneo Granda | 25-22, 25-12, 19-25, 25-11        |
| 6ª giornata - 3 novembre 2024 PalaCastagnaretta, Cuneo                     | Cuneo Granda         | 3 - 1 | Roma Club    | 22-25, 25-19, 25-15, 25-22        |
| 7ª giornata - 11 dicembre 2024 PalaCastagnaretta, Cuneo                    | Cuneo Granda         | 0 - 3 | Firenze      | 19-25, 26-28, 20-25               |
| 8ª giornata - 17 novembre 2024 PalaEvangelisti, Perugia                    | Black Angels Perugia | 3 - 0 | Cuneo Granda | 25-22, 25-14, 25-21               |
| 9ª giornata - 24 novembre 2024 PalaCastagnaretta, Cuneo                    | Cuneo Granda         | 0 - 3 | UYBA         | 23-25, 18-25, 14-25               |
| 10ª giornata - 1º dicembre 2024 Palazzetto dello Sport, Latisana           | Talmassons           | 1 - 3 | Cuneo Granda | 20-25, 25-15, 20-25, 23-25        |
| 11ª giornata - 4 dicembre 2024 PalaCastagnaretta, Cuneo                    | Cuneo Granda         | 0 - 3 | Imoco        | 20-25, 17-25, 18-25               |
| 12ª giornata - 8 dicembre 2024 PalaFacchetti, Treviglio                    | Bergamo 1991         | 3 - 0 | Cuneo Granda | 25-20, 25-18, 25-23               |
| 13ª giornata - 15 dicembre 2024 PalaCastagnaretta, Cuneo                   | Cuneo Granda         | 2 - 3 | Megavolley   | 23-25, 25-18, 27-25, 13-25, 12-15 |

#### Girone di ritorno
| 14ª giornata - 22 dicembre 2024 PalaCastagnaretta, Cuneo      | Cuneo Granda | 1 - 3 | Savino Del Bene      | 25-16, 19-25, 25-27, 15-25        |
| 15ª giornata - 26 dicembre 2024 PalaMaddalene, Chieri         | Chieri '76   | 3 - 1 | Cuneo Granda         | 25-18, 19-25, 25-19, 25-20        |
| 16ª giornata - 5 gennaio 2025 PalaCastagnaretta, Cuneo        | Cuneo Granda | 3 - 0 | Pinerolo             | 25-12, 26-24, 25-19               |
| 17ª giornata - 11 gennaio 2025 Palalido, Milano               | Pro Victoria | 3 - 0 | Cuneo Granda         | 25-15, 25-23, 25-22               |
| 18ª giornata - 15 gennaio 2025 PalaCastagnaretta, Cuneo       | Cuneo Granda | 3 - 1 | AGIL                 | 24-26, 25-22, 26-24, 25-21        |
| 19ª giornata - 19 gennaio 2025 Palazzetto dello Sport, Roma   | Roma Club    | 3 - 1 | Cuneo Granda         | 22-25, 25-18, 25-23, 25-14        |
| 20ª giornata - 26 gennaio 2025 PalaWanny, Firenze             | Firenze      | 2 - 3 | Cuneo Granda         | 25-23, 18-25, 25-18, 16-25, 9-15  |
| 21ª giornata - 2 febbraio 2025 PalaCastagnaretta, Cuneo       | Cuneo Granda | 3 - 1 | Black Angels Perugia | 25-19, 20-25, 25-21, 25-22        |
| 22ª giornata - 12 febbraio 2025 PalaPiantanida, Busto Arsizio | UYBA         | 3 - 0 | Cuneo Granda         | 25-22, 25-17, 25-18               |
| 23ª giornata - 16 febbraio 2025 PalaCastagnaretta, Cuneo      | Cuneo Granda | 3 - 1 | Talmassons           | 28-26, 25-19, 17-25, 25-19        |
| 24ª giornata - 22 febbraio 2025 PalaVerde, Villorba           | Imoco        | 3 - 0 | Cuneo Granda         | 25-20, 25-15, 25-16               |
| 25ª giornata - 26 febbraio 2025 PalaCastagnaretta, Cuneo      | Cuneo Granda | 3 - 2 | Bergamo 1991         | 25-16, 20-25, 24-26, 25-23, 18-16 |
| 26ª giornata - 1º marzo 2025 PalaCampanara, Pesaro            | Megavolley   | 3 - 1 | Cuneo Granda         | 23-25, 25-20, 25-11, 25-22        |

#### Play-off Challenge Cup
| Primo turno (andata) - 8 marzo 2025 PalaCastagnaretta, Cuneo   | Cuneo Granda         | 0 - 3 | Black Angels Perugia | 20-25, 21-25, 15-25 |
| Primo turno (ritorno) - 16 marzo 2025 PalaEvangelisti, Perugia | Black Angels Perugia | 3 - 0 | Cuneo Granda         | 25-18, 25-17, 27-25 |

## Statistiche

### Statistiche di squadra
| Competizione | Punti | In casa | In casa | In casa | In trasferta | In trasferta | In trasferta | Totale | Totale | Totale |
| Competizione | Punti | G       | V       | P       | G            | V            | P            | G      | V      | P      |
| ------------ | ----- | ------- | ------- | ------- | ------------ | ------------ | ------------ | ------ | ------ | ------ |
| Serie A1     | 24    | 14      | 6       | 8       | 14           | 2            | 12           | 28     | 8      | 20     |
| Totale       | -     | 14      | 6       | 8       | 14           | 2            | 12           | 28     | 8      | 20     |

G = partite giocate; V = partite vinte; P = partite perse

### Statistiche dei giocatori
| Giocatore     | Serie A1 | Serie A1 | Serie A1 | Serie A1 | Serie A1 | Totale | Totale | Totale | Totale | Totale |
| Giocatore     | P        | PT       | AV       | MV       | BV       | P      | PT     | AV     | MV     | BV     |
| ------------- | -------- | -------- | -------- | -------- | -------- | ------ | ------ | ------ | ------ | ------ |
| A. Bisegna    | 0        | 0        | 0        | 0        | 0        | 0      | 0      | 0      | 0      | 0      |
| A. Bjelica    | 28       | 389      | 350      | 20       | 19       | 28     | 389    | 350    | 20     | 19     |
| M. Brambilla  | 10       | 21       | 16       | 2        | 3        | 10     | 21     | 16     | 2      | 3      |
| L. Camera     | 5        | 0        | 0        | 0        | 0        | 5      | 0      | 0      | 0      | 0      |
| A. Cecconello | 28       | 209      | 138      | 60       | 11       | 28     | 209    | 138    | 60     | 11     |
| V. Colombo    | 13       | 9        | 6        | 2        | 1        | 13     | 9      | 6      | 2      | 1      |
| A. Dodson     | 7        | 46       | 32       | 12       | 2        | 7      | 46     | 32     | 12     | 2      |
| A. Kapralova  | 28       | 350      | 311      | 20       | 19       | 28     | 350    | 311    | 20     | 19     |
| M. Kozuch     | 2        | 4        | 4        | 0        | 0        | 2      | 4      | 4      | 0      | 0      |
| A. Lazić      | 14       | 84       | 74       | 6        | 4        | 14     | 84     | 74     | 6      | 4      |
| M. Martínez   | 24       | 105      | 93       | 5        | 7        | 24     | 105    | 93     | 5      | 7      |
| E. Mpakodīmou | 26       | 123      | 110      | 8        | 5        | 26     | 123    | 110    | 8      | 5      |
| S. Panetoni   | 28       | 0        | 0        | 0        | 0        | 28     | 0      | 0      | 0      | 0      |
| T. Polder     | 25       | 191      | 128      | 46       | 17       | 25     | 191    | 128    | 46     | 17     |
| D. Sánchez    | 17       | 29       | 25       | 2        | 2        | 17     | 29     | 25     | 2      | 2      |
| R. Scialanca  | 11       | 0        | 0        | 0        | 0        | 11     | 0      | 0      | 0      | 0      |
| N. Signorile  | 28       | 37       | 16       | 13       | 8        | 28     | 37     | 16     | 13     | 8      |
| A. Turco      | 11       | 1        | 0        | 0        | 1        | 11     | 1      | 0      | 0      | 1      |

P = presenze; PT = punti totali; AV = attacchi vincenti; MV = muri vincenti; BV = battute vincenti